# Koszmosz–313
A Koszmosz–313 (oroszul: Космос 313) Koszmosz műhold, a szovjet első generációs műszeres műhold-sorozat tagja. Első generációs Zenyit–2 (oroszul: Зенит-2) fotó-felderítő műhold.

## Küldetés
1962–1970 között, a kialakított pályasíkja mentén elsősorban fotó felderítést végzett. Fényképeit a katonai meteorológiai előrejelzéseknél is alkalmazták.

## Jellemzői
Tervezte és építette az OKB–1. Üzemeltetője a Honvédelmi Minisztérium (Министерство обороны – MO).
Megnevezései: Koszmosz–313; Космос 313; COSPAR: 1969-104A. Kódszáma: 4262.
1969. december 3-án a Pleszeck űrrepülőtérről egy  Voszhod (11A57) hordozórakéta segítségével indították alacsony Föld körüli pályára (LEO = Low-Earth Orbit). Az orbitális egység pályája 89,1 perces, 65,4 fokos hajlásszögű, elliptikus pálya perigeuma 198 kilométer, apogeuma 259 kilométer volt.
A Zenyit–2 ember szállítására kifejlesztett űreszköz. Hasznos terében helyezték el a javított, nagyobb felbontású optikai felderítő kamerákat és az üzemeltetéshez szükséges telemetriai eszközöket. Hasznos tömege 4730 kilogramm. Az űreszközhöz kiegészítő áramforrásként napelemet rögzítettek, éjszakai (földárnyék) energiaellátását kémiai akkumulátorok biztosították. Szolgálati élettartama maximum 12 nap.
1969. december 15-én, 11 nap (0,03 év) után földi parancsra a fotókapszula belépett a légkörbe és hagyományos – ejtőernyős leereszkedés – módon (elfogó repülőgép segítségével) visszatért a Földre.